# Pērkons
Pērkons (lett. Pērkons, lit. Perkūnas, apr. percunis m. „Donner“), deutsch Perkun, ist ein baltischer Himmels- und Gewittergott und findet mitunter auch als Bezeichnung des Gewitters Verwendung. Das altpreußische Wort percunis erscheint nur im Elbinger Vokabular und wird mit „Donner“ übersetzt, eine mythisch, religiöse Bedeutung ist unbelegt. Perkūnas ist eine der am häufigsten erwähnten Figuren des baltischen Pantheons und ist auch heute gemeinhin bekannt. In den neuheidnischen Bewegungen hat Perkūnas eine wichtige Rolle inne.

## Etymologie
Es gibt mehrere Etymologien, die sich zum Teil gegenseitig ausschließen. Die verbreitetste Etymologie stellt den Namen zur germanischen Gottheit Fjörgynn, der lediglich als Friggs Vater genannt wird, wozu noch zu bemerken ist, dass die namensgleiche Erdgöttin Fjörgyn als Mutter des nordischen Donnergottes Thor gilt. Auch der slawische Donnergott Perun und der vedische Regengott Parjanya werden hinzugezogen, wobei aber der sprachliche Vergleich bei beiden aus lautlichen Gründen problematisch und nicht exakt ist. Dennoch wird in der Forschung mit der Möglichkeit gerechnet, dass ein indoeuropäischer Gott namens *Perkuh3nios existiert haben könnte. Dieser Name wird mit dem indoeuropäischen Wort *perku- »Eiche« (lat. quercus) verbunden, das auch im keltischen Gebirgsnamen Hercynia silva erhalten ist. Hierzu wird auch die germanische Sippe mit got. fairguni »Waldgebirge« gerechnet. Der Donnergott stünde dann in einem weiteren Verhältnis mit Eiche und Gebirge, wozu es mehrere religionsgeschichtliche Belege gibt, wie die Donarseiche oder die heilige Eiche des Zeus zu Dodona.
Eine andere passende Etymologie stellt den Namen zu lit. perti „schlagen“, spirti „treten, ausschlagen“; somit wäre Perkūnas der mit dem Blitz schlagende (Max Vasmer, Ernst Fraenkel).

## Belege und Funktion
Der älteste Beleg stammt aus einem späteren, kirchenslawischen Einschub (1261) in der byzantinischen Chronik des Johannes Malalas. Hier wird er als Перкоунови (Dat.) in einer Reihe mit anderen Gottheiten Andajus, Žvorūna – die Hündin, Teliavelis – der Schmied genannt und als Donner umschrieben.
Der nächste Beleg stammt aus der Livländischen Reimchronik von 1291:
zu Swurben vûren sie ubir sê,
daz ist genant daz Ôsterhap:
als ez Perkune ir apgot gap,
daz nimmer sô hart gevrôs.
Simon Grunau teilt um 1529 mit, dass im prußischen Heiligtum Rickoyot drei Hauptgötter, deren Abbilder in einer sechs Ellen dicken Eiche standen, verehrt wurden. Es waren dies Patollo, Patrimpo, Perkuno.
Jan Długosz vergleicht im 15. Jahrhundert explizit mit Jupiter:
Jovem autem in fulmine venerando vulgari suo illum Perkunum, quasi percussorem, appellabant
(etwa "Doch in ihrer gemeinsamen Sprache nannten sie Jupiter Percus, als wäre er derjenige, der zuschlug, zu Ehren seines Blitzes.")
Anhand folkloristischer Zeugnisse kann ein genaueres Bild des Donnergottes bezogen werden. Er wird als „Alter Vater“ angesprochen. Ihm werden Brüder, Söhne und Töchter zugeschrieben, die aber alle namen- und auch funktionslos sind und offenbar lediglich als dichterische Ausschmückungen dienen. Andererseits wird der litauische Perkunas auch als alter finsterer Einzelgänger mit kupferrotem Bart beschrieben, der aufgrund seines furchteinflössenden Wesens keine Frau finden könne.
Seine Waffe ist häufig ein Steinbeil, ein Hammer oder eine Kugel. In diesem Zusammenhang wird er auch als Himmelsschmied bezeichnet, der die Sonne fertigte, was entfernt an den griechischen Götterschmied Hephaistos gemahnt, der die Blitze des Zeus schmiedet. Seine Geschosse galten als magisch aufgeladen und besaßen Heilkraft.
Zudem bekämpft der Donnergott schädliche Geister und ist auch ein Beschützer von Moral, der Ungerechtigkeit verfolgt.
Als Förderer der Fruchtbarkeit wird in Lettland dem Pērkons ein Herbstfest gewidmet:
Was wollen wir Pērkons geben für das Grollen im Sommer? Eine Last Roggen, eine Last Gerste und ein halbes Schiffspfund Hopfen. Daina 28818
Aus den Angaben von Dionysios Fabricius zum Jahre 1610 wurden zu diesem herbstlichen Fest die Nachbarn eingeladen. Dem Percunus wurden beim Fest ein junger schwarzer Bock und ein schwarzer Hahn geopfert. Beim dazugehörigen Biergelage wurde ihm Bier dargereicht.

## Rezeption
Gintaras Beresnevičius nennt Perkūnas den wichtigsten Gott im baltischen Pantheon. Für Wladimir Toporow und Wjatscheslaw Iwanow ist er die Hauptfigur in dem sogenannten, rekonstruierten Hauptmythos der baltisch-slawischen Mythologie, der darin besteht, dass Perkūnas seinen Gegner, den Teufel (velnias) oder eine Schlange bzw. Drachen verfolgt und letztlich besiegt.

## Sonstiges
Pērkons ist der Name einer lettischen Rockband, die in der Unabhängigkeitsbewegung der (Sowjet-)Republik Lettland (1985 bis 1991) eine wichtige Rolle spielte.
Mehrere Orts- und Flurnamen sind nach Perkūnas benannt.
Perkunos hieß ein Dressurpferd von Hannelore Weygand, die mit diesem Pferd bei den Olympischen Spielen 1956 in Stockholm die Silbermedaille in der Mannschaftswertung gewann.
Perkun ist der Name des schwarzhaarigen deutschen Schäferhundes in Günter Grass’ Roman Hundejahre (1963). Perkun zeugt Senta, die Harras wirft, der Prinz zeugt, der zu Pluto wird und so als Leibhund des Führers Geschichte schreibt.